# سرتشقا (مقاطعة تشرداول)
سرتشقا (بالفارسية: سرچقا) هي قرية تقع في قسم بيجنوند الريفي (مقاطعة تشرداول) في إيران. يقدر عدد سكانها بـ 70 نسمة .